# Fußball-Europameisterschaft 1984/Statistik
Dieser Artikel gibt einen Überblick über die Rekorde und Statistiken zur Fußball-Europameisterschaft 1984.

## Abschlusstabelle EM 1984
| Rang | Mannschaft     | Spiele | Siege | Unentschieden | Niederlagen | Tore | Tordifferenz | Punkte |
| ---- | -------------- | ------ | ----- | ------------- | ----------- | ---- | ------------ | ------ |
| 1    | Frankreich     | 5      | 5     | 0             | 0           | 14:4 | +10          | 10:0   |
| 2    | Spanien        | 5      | 1     | 3             | 1           | 4:5  | −1           | 5:5    |
| 3    | Dänemark       | 4      | 2     | 1             | 1           | 9:4  | +5           | 5:3    |
| 4    | Portugal       | 4      | 1     | 2             | 1           | 4:4  | ±0           | 4:4    |
| 5    | BR Deutschland | 3      | 1     | 1             | 1           | 2:2  | ±0           | 3:3    |
| 6    | Belgien        | 3      | 1     | 0             | 2           | 4:8  | −4           | 2:4    |
| 7    | Rumänien       | 3      | 0     | 1             | 2           | 2:4  | −2           | 1:5    |
| 8    | Jugoslawien    | 3      | 0     | 0             | 3           | 2:10 | −8           | 0:6    |

Anmerkung: Entscheidend für die Reihenfolge ist die erreichte Runde (Sieger, Finalist, Halbfinale, Gruppenphase). Das im Elfmeterschießen entschiedene Halbfinalspiel wird in der Tabelle als Remis gezählt.

## Spieler
- Ältester Spieler: Vítor Damas (Portugal) mit 36 Jahren und 259 Tagen (kein Einsatz)
- Ältester eingesetzter Spieler: Manuel Bento (Portugal) mit 35 Jahren und 364 Tagen (4 Einsätze)
- Jüngster Spieler: Enzo Scifo (Belgien) mit 18 Jahren und 115 Tagen (3 Einsätze)

## Torschützen
- Erster Torschütze: Michel Platini (Frankreich) im Eröffnungsspiel gegen Dänemark
- Jüngster Torschütze: Dragan Stojković (Jugoslawien) mit 19 Jahren und 108 Tagen
- Ältester Torschütze: Tamagnini Nené (Portugal) mit 34 Jahren und 213 Tagen
- Schnellster Torschütze: Michel Platini  in der 4. Minute des Gruppenspiels gegen Belgien

## Torschützenliste
Die Zahl von neun Toren wurde bisher von keinem Spieler übertroffen. Cristiano Ronaldo gelangen zwar mittlerweile ebenfalls neun EM-Tore, diese wurden aber bei vier Turnieren erzielt.
| Rang | Spieler                | Tore |
| ---- | ---------------------- | ---- |
| 1    | Michel Platini         | 9    |
| 2    | Frank Arnesen          | 3    |
| 3    | Jean-François Domergue | 2    |
|      | Preben Elkjær Larsen   | 2    |
|      | Rui Jordão             | 2    |
|      | Antonio Maceda         | 2    |
|      | Rudi Völler            | 2    |
| 8    | Bruno Bellone          | 1    |
|      | Klaus Berggreen        | 1    |
|      | László Bölöni          | 1    |
|      | Kenneth Brylle         | 1    |
|      | Francisco Carrasco     | 1    |
|      | Jan Ceulemans          | 1    |

| Rang | Spieler            | Tore |
| ---- | ------------------ | ---- |
| 8    | Marcel Coraș       | 1    |
|      | Luis Fernández     | 1    |
|      | Alain Giresse      | 1    |
|      | Georges Grün       | 1    |
|      | John Lauridsen     | 1    |
|      | Søren Lerby        | 1    |
|      | Tamagnini Nené     | 1    |
|      | Santillana         | 1    |
|      | Miloš Šestić       | 1    |
|      | António Sousa      | 1    |
|      | Dragan Stojković   | 1    |
|      | Erwin Vandenbergh  | 1    |
|      | Franky Vercauteren | 1    |

Torschützenkönig des gesamten Wettbewerbs (einschl. Qualifikation) wurde ebenfalls der Franzose Michel Platini mit seinen 9 Toren aus der Endrunde.

## Trainer
- Jüngster Trainer: Mircea Lucescu (Rumänien) mit 38 Jahre, 321 Tagen
- Ältester Trainer: Miguel Muñoz (Spanien) mit 62 Jahren und 160 Tagen
- Josef Piontek (Deutschland) war der erste Trainer, der bei der Endrunde eine Mannschaft aus einem anderen Land betreute (Dänemark)

## Qualifikation
33 der damaligen Mitgliedsverbände wollten an der EM teilnehmen. Da Frankreich als Gastgeber automatisch qualifiziert war, standen für die übrigen 32 UEFA-Mitglieder noch sieben Plätze zur Verfügung, um die in vier Fünfer- und drei Vierer-Gruppen gespielt wurde. Lediglich die Gruppensieger waren qualifiziert, Von den vorherigen Europameistern konnten sich  Titelverteidiger Deutschland und Spanien qualifizieren. Die UdSSR scheiterte als Gruppenzweiter an Portugal, Weltmeister Italien und die Tschechoslowakei wurden Gruppendritte und -vierte hinter Rumänien und Schweden. Von den Teilnehmern der letzten EM scheiterten zudem noch England und Griechenland als Zweite und Dritte an Dänemark sowie die Niederlande als Gruppenzweite aufgrund zwei weniger erzielter Tore an Spanien, das im letzten Spiel durch ein 12:1 gegen Malta punkt- und tordifferenzgleich mit den Oranje Gruppensieger wurde. Keine Mannschaft konnte alle Spiele gewinnen. Die meisten Siege gelangen Dänemark und Spanien (je 6, bei 1 Remis und 1 Niederlage). Luxemburg verlor als einzige Mannschaft alle Spiele (8). Spanien schoss die meisten Tore (24), England hatte zwar die beste Tordifferenz (+20), durch eine 0:1-Heimniederlage gegen Dänemark wurde die Endrunde aber verpasst. Bester Torschütze der Qualifikation war Karl-Heinz Rummenigge mit 7 Toren. Erstmals konnten sich Portugal und Rumänien qualifizieren.

## Fortlaufende Rangliste
| Rang | Mannschaft          | Teilnahmen | Spiele | Siege | Unentschieden | Niederlagen | Tore  | Tordifferenz | Punkte |
| ---- | ------------------- | ---------- | ------ | ----- | ------------- | ----------- | ----- | ------------ | ------ |
| 1    | BR Deutschland (=)  | 4          | 11     | 7     | 3             | 1           | 19:10 | +9           | 17:5   |
| 2    | Frankreich ↑10      | 2          | 7      | 5     | 0             | 2           | 18:11 | +7           | 10:4   |
| 3    | Spanien ↑4          | 3          | 10     | 3     | 4             | 3           | 10:11 | −1           | 10:10  |
| 4    | Italien ↓1          | 2          | 7      | 2     | 5             | 0           | 5:2   | +3           | 9:5    |
| 5    | Sowjetunion ↓2      | 4          | 8      | 4     | 1             | 3           | 10:8  | +2           | 9:7    |
| 6    | Tschechoslowakei ↓2 | 3          | 8      | 3     | 3             | 2           | 12:10 | +2           | 9:7    |
| 7    | Belgien ↓1          | 3          | 9      | 3     | 2             | 4           | 11:15 | −4           | 8:10   |
| 8    | England ↓2          | 2          | 5      | 2     | 1             | 2           | 5:4   | +1           | 5:5    |
| 9    | Niederlande ↓1      | 2          | 5      | 2     | 1             | 2           | 8:9   | −1           | 5:5    |
| 10   | Dänemark ↑3         | 2          | 6      | 2     | 1             | 3           | 10:10 | ±0           | 5:7    |
| 11   | Jugoslawien ↓2      | 4          | 10     | 2     | 1             | 7           | 14:26 | −12          | 5:15   |
| 12   | Portugal (N)        | 1          | 4      | 1     | 2             | 1           | 4:4   | ±0           | 4:4    |
| 13   | Ungarn ↓3           | 2          | 4      | 1     | 0             | 3           | 5:6   | −1           | 2:6    |
| 14   | Rumänien (N)        | 1          | 3      | 0     | 1             | 2           | 2:4   | −2           | 1:5    |
| 15   | Griechenland↓4      | 1          | 3      | 0     | 1             | 2           | 1:4   | −4           | 1:5    |

Anmerkungen: Kursiv gesetzte Mannschaften waren 1984 nicht dabei, fett gesetzte Mannschaft gewann das Turnier. Das 1968 durch Losentscheid entschiedene Halbfinale zwischen Italien und der UdSSR wird in dieser Tabelle als Remis gewertet – ebenso alle in Elfmeterschießen entschiedene Spiele.

## Besonderheiten
- Frankreich konnte als erste Mannschaft 5 Siege in Folge feiern, was erst bei der EM 2008 von Spanien mit 6 Siegen (inkl. einem Sieg im Elfmeterschießen) überboten wurde.
- Erstmals gab es kein Spiel um Platz 3.
- Deutschland schied erstmals bei einem Turnier (EM und WM) nach der Gruppenphase aus.
- Für Jugoslawien endete mit der dritten Gruppenspielniederlage die längste Niederlagenserie (6 Spiele), die bei der EM 1968 mit der Niederlage im wiederholten Finale begonnen hatte. Für die nächste EM konnte sich Jugoslawien aber nicht qualifizieren, 1992 wurde die qualifizierte jugoslawische Mannschaft wegen des Balkankrieges ausgeschlossen, erst 2000 nahm die nur noch aus Serbien und Montenegro bestehende Bundesrepublik Jugoslawien wieder teil.
- Die 5:0-Siege von Frankreich gegen Belgien und Dänemark  gegen Jugoslawien sind zwei der drei höchsten Siege in der Gruppenphase (zudem ein 5:0 von Schweden gegen Bulgarien bei der EM 2004).
- Michel Platini (Frankreich) gelang der bisher einzige „lupenreine“ Hattrick am 19. Juni 1984 im Gruppenspiel gegen Jugoslawien durch Tore in der 59., 61. und 76. Minute.
- Alain Giresse  (Frankreich) erzielte mit dem Tor zum zwischenzeitlichen 2:0 beim 5:0-Sieg gegen Belgien das 100. EM-Tor.
- Yvon Le Roux (Frankreich) erhielt als erster Spieler im Finale die Rote Karte.
- Frankreich konnte als bisher letzter Gastgeber den Titel gewinnen.
- Zum bisher einzigen Mal konnte sich der amtierende Weltmeister (Italien) wenn er aus Europa kam, nicht für die Endrunde qualifizieren.